# Ларби Заули (стадион)
„Ларби Заули“ e стадион в Казабланка, Мароко.
Използва се за провеждане на футболни мачове, както и на много други събития. Стадионът е наименуаван на Заули Ларби – бивш играч, треньор и президент на „ТАС де Казабланка“.
С капацитет 30 000 души „Ларби Заули“ се нарежда на 2-ро място сред стадионите в Казабланка след „Мохамед V“, който е с капацитет 55 000 души.